# Anton Hofer (Designer)
Anton Hofer (* 8. April 1888 in Bozen; † 19. Februar 1979 ebenda) war ein Südtiroler Designer und Architekt.
Nach Besuch der kunstgewerblichen Fachschule in Bozen studierte er 1908–1912 an der Wiener Kunstgewerbeschule bei Kolo Moser. Hofer befasste sich hauptsächlich mit Textildesign und gewann schon 1911 einen vom Stift Klosterneuburg ausgeschriebenen Wettbewerb für einen Pontifikalornat. In der Folge war Hofer Mitglied der Wiener Werkstätte und lehrte an der Jugendkunstschule bei Franz Cizek. Er trat 1910 dem Deutschen Werkbund bei, 1912 dem Österreichischen. 1919 heiratete er die Textilkünstlerin May Ottawa. 1921 kehrte Hofer in seine Heimatstadt zurück, wo er bis ins hohe Alter als Designer tätig war. Er gestaltete etwa den 1967 ausgeführten Vorhang im Bozener Haus der Kultur „Walther von der Vogelweide“. Hofer entwarf auch Möbel, Tapeten, Briefmarken, Fliesen und Plakate, darunter jenes für die Etschländer Woche (Oberetscher Woche) im Oktober–November 1933 (nur bezeichnet mit dem 11. Jahr der Era Fascista und mit dem stilisierten Motiv des Bozner Siegesdenkmals). Im Jahr zuvor war er der Bozner Sektion der Nationalen Faschistischen Partei beigetreten.
Nach dem Zweiten Weltkrieg war Hofer Gründungsmitglied des „Südtiroler Künstlerbundes“ (1946) und der „Heimischen Werkstätten“ (1947) in Bozen. Verstärkt wendete er sich in der Nachkriegszeit der Architektur zu.